# Krulpalpje
Het krulpalpje (Tiso vagans) is een spinnensoort in de taxonomische indeling van de hangmatspinnen (Linyphiidae).
Het dier komt uit het geslacht Tiso. Tiso vagans werd in 1834 beschreven door John Blackwall.